# Miquel Sellarès i Perelló
Miquel Sellarès i Perelló (1946) is een Catalaanse politicus en publicist. Op zeventienjarige leeftijd sluit hij zich, bij de groep jonge katholieke intellectuelen rond Jordi Pujol i Soley aan, na de incidenten van het Palau de la Música in 1963, waarbij 20 personen gearresteerd werden omdat ze het verboden lied Cant de la Senyera van Joan Maragall i Gorina gezongen hadden.
Die groep was betrokken bij de oprichting van de ondergrondse studentenvakbond Sindicat Democràtic d'Estudiants de la Universitat de Barcelona (SDEUB) en enige andere catalanistische organisaties. Na de Caputxinada in 1968 wordt hij voor de eerste keer gearresteerd. Hij werkte mee aan het clandestiene tijdschrift Avui, de Assemblea de Catalunya (1971). Zoals vele politici, duurt het even, na bijna veertig jaar zonder partijen tijdens de dictatuur, voor hij zijn politieke richting vindt. Hij werkt mee aan de oprichting van de politieke partij Convergència Democràtica de Catalunya (CDC) in 1974, kort voor het overlijden van dictator Francisco Franco. Later stapt hij als onafhankelijke over naar de Nacionalistes d'Esquerra (1979-1984), een partij ter linkerzijde die van in het begin de Catalaanse onafhankelijkheid tot een van zijn programmapunten gemaakt had. Hij keer later terug naar CDC, maar wordt in 1990 ontslagen als hij corruptie binnen de zakenafdeling van CDC publiceert. Hij wordt lid van de raad van advies van het Platform voor de taal. Hij is ook lid van de raad van beheer van Òmnium Cultural.
In 1982 wordt hij directeur-generaal van de afdeling Seguretat Ciutadana (Burgerveiligheid) en is nauw betrokken bij de creatie van de Mossos d'Esquadra, de regionale politie van de Generalitat de Catalunya, die een aantal taken van de Guardia Civil overneemt.
Hij schrijft voor diverse bladen: La Vanguardia, El País, El Punt, Deia, Avui  en richt de onlinekrant Tribuna Catalana op. Hij is ook hoofdredacteur van het tijdschrift Debat Nacionalista sedert 1988 vanuit het perspectief van de Catalaanse beweging.

## Werk
- Situacions conflictives, (1973)[3]
- Catalunya i policia: situació límit. (1984)[4]
- Un pas endavant. La història dels mossos que mai no s'ha explicat[5] Een boek ter gelegenheid van de vijfentwintigste verjaardag van de oprichting van het corps.[6]
- Overzicht van commentaren van Sellarès in Avui: Miquel Sellarès